# تویه (امیرآباد)
تویه روستایی در دهستان تویه دروار بخش امیرآباد شهرستان دامغان استان سمنان ایران است.

## جمعیت
بر پایه سرشماری عمومی نفوس و مسکن در سال ۱۳۹۵ جمعیت این مکان ۲۷۱ نفر (۱۱۵خانوار) بوده‌است.

## جغرافیا
تویه در ۵۸ کیلومتری جنوب باختری دامغان جای دارد. فاصله این روستا تا جاده دامغان - سمنان (روستای قوشه)، ۲۰ کیلومتر می‌باشد.
این روستا در فاصله ۶ کیلومتری روستای بزرگتر دروار (مرکز دهستان) قرار دارد. ارتفاع روستا از سطح دریا ۱٬۹۰۰ متر است.
امامزاده میر جبرئیل در این روستا قرار دارد.
بیشتر مردم این روستا به شهر مهاجرت کرده‌اند.
محصول اصلی کشاورزی در این روستا گردو است.